# Orange Espanya

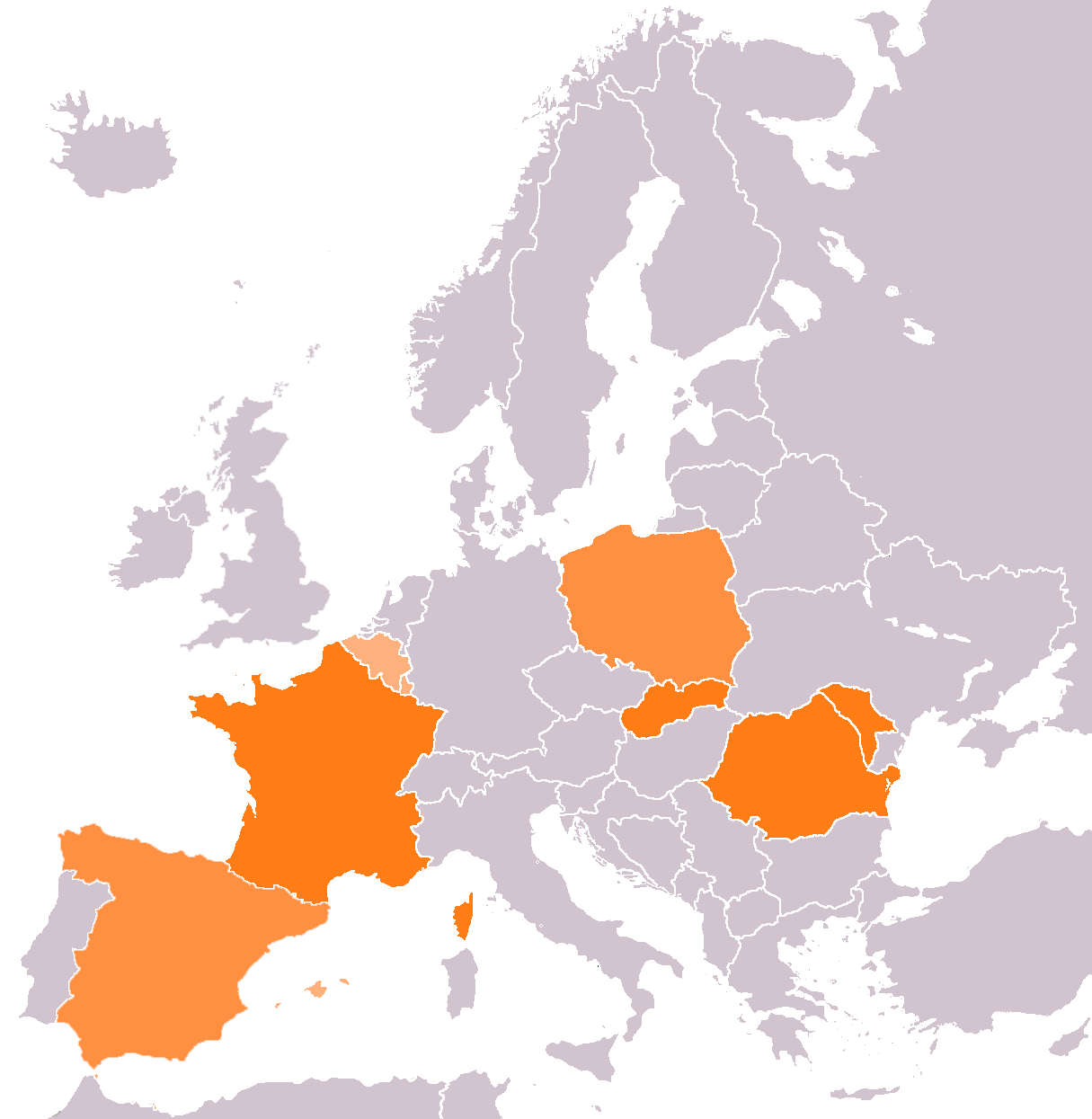
Orange a Europa
Empresa líder en telefonia mòbil
2a empresa en telefonia mòbil
3a empresa en telefonia mòbil
5a empresa en telefonia mòbil

Orange Espanya (marca comercial amb què comercialitza els seus productes l'empresa France Télécom España, S.A.) és una companyia de telecomunicacions pertanyent al grup France Télécom. Aquest operador agrupa l'operador de telefonia mòbil adquirit al juliol de 2005 (anteriorment Amena, propietat de Auna) amb els altres tres negocis que France Télécom ja tenia a Espanya: telefonia fixa per a empreses (Uni2), xarxa de dades internacionals per a corporacions (Equant) i accés a internet i telefonia per a particulars (Wanadoo). El Conseller Delegat de l'empresa és Jean Marc Vignolles que substitueix el 2007 Belarmino García, anterior Director General d'Amena.

## Estructura accionarial
Fins al juliol de 2005, Orange (fins aleshores Amena) tenia dos accionistes, Caixa de Catalunya amb el 2,1% i el Grup Auna amb el 97,9%. Al seu torn Auna estava participada per les empreses elèctriques Endesa, Unió Fenosa, el Banco Santander Central Hispano, Caixa Catalunya i un grup de caixes. Al 21 de juliol de 2005 l'operador semipúblic francès France Télécom va assolir un acord per adquirir el 80% de la branca de telefonia mòbil per 6.400 milions d'euros, 3.400 en metàl·lic i 3.000 mitjançant una ampliació de capital. Els antics accionistes de referència es van comprometre al seu torn a mantenir durant almenys tres anys entre el 20% i el 25% de la nova empresa resultant, una vegada es completés la fusió d'Amena amb la resta d'activitats espanyoles del grup France Télécom (la branca 
d'Internet Wanadoo, l'editor de guies comercials QDQ i l'operador de telefonia fixa Uni2).
Amb data 29 de juliol de 2005, els responsables d'Orange van indicar que esperaven abandonar la marca Amena i llançar la seva pròpia ensenya el novembre. Aquest procés seria similar al que es va produir amb la compra de Airtel per Vodafone PLC. Tanmateix, el procés es va retardar i el canvi de marca es va produir oficialment el 3 d'octubre de 2006.
En l'actualitat, Orange té dos accionistes: France Telecom Operadores de Telecomunicaciones, s.a. amb el 99,3% i Caixa de Catalunya amb el 0,7%.
Des de 2007 France Telecom també ha adquirit el portal Ya.com

## Història
El 1998, davant de la situació de duopoli que mantenien Telefónica Movistar i Airtel (actual Vodafone España) al mercat de telefonia mòbil, el govern espanyol va concedir una nova llicència a Retevisión, l'antiga empresa pública de difusió de senyals de televisió.
Retevisión Móvil, S.A., nom oficial de l'empresa, va operar des del 15 de gener de 1999 amb la marca Amena. El seu primer logotip era molt similar al de Retevisión: comptava amb les dos "i" enfrontades i la lletra " i " invertida en el seu nom. També apareixia el subtítol "retevisión móvil" sota del nom Amena. Més endavant, a les revisions del logotip, van desaparèixer les "i" enfrontades i el subtítol va ser reemplaçat pel logotip de la seva matriu Auna.
Va començar com una companyia trencadora, dedicada únicament al mercat de prepagament, amb mòbils lliures, tarifació per segons a partir del primer minut complet, preus molt més baixos que les de les seves competidores i fins i tot amb més cobertura, a causa que l'Acord de Subministrament Provisional d'Infraestructura de Xarxa, imposat pel Tribunal de Defensa de la Competència, li permetia operar en itinerància nacional a través de les xarxes de les seves dues competidores. Aquest acord es va aplicar fins a novembre de 2000, data en la qual es va completar el desplegament de la xarxa GSM a la banda de 1800 MHz (DCS) que empra la companyia. Va ser la primera companyia a obtenir llicència per usar aquest tipus de xarxa a Espanya, atès que Airtel i Movistar operaven amb llicència a la banda de 900 MHz, i només en proves a 1800 MHz, però no podien oferir servei comercial a 1800 MHz fins a obtenir la llicència oportuna.
Tanmateix, donada la picardia existent al mercat espanyol, i que fins al 6% dels packs de prepagament venuts amb mòbils lliures no arribaven a ser activats, sinó que acabaven revenuts a Espanya o l'estranger, els mòbils subvencionats per la companyia van passar a estar bloquejats, com els de les seves competidores.
Altres avantatges inicials, com la tarifació per segons per als clients de prepagament, van anar també desapareixent gradualment, malgrat que als clients anteriors se'ls van respectar les condicions.
L'any 2000, l'empresa va iniciar la seva oferta de contracte, al principi amb les mateixes tarifes que en prepagament, i posteriorment diferenciant els plans de preus.
Amena va començar a incrementar lentament la seva quota de mercat fins a assolir el 24% el 2005. Una de les claus per al posicionament inicial al mercat va ser la Tarifa Dúo un nou mòdul pel qual dos clients de l'empresa podien realitzar trucades entre ells per 5 pessetes/minut (0,03 euros), conservant intactes la resta de tarifes; en el seu moment (any 2000) era la tarifa més econòmica del mercat espanyol.
El 2005 es va assolir un acord de venda de l'empresa a la francesa France Télécom. A començaments del mes d'agost de 2006 es va produir el canvi de titularitat, mantenint la marca Amena fins a octubre de 2006, moment en què va ser substituïda per Orange.

## Productes i Serveis

### Telefonia mòbil
Orange empra les tecnologies GSM 900 MHz (EGSM) i 1800 MHz (DCS), així com UMTS (3 G) de l'antiga Amena. Pertany a l'aliança FreeMove.
Anteriorment, l'empresa es denominava Retevisión Móvil, S.A., nom heretat de l'antiga empresa de l'extint Grup Auna i després Amena, fins a octubre de 2006, quan canviaria el seu nom a Orange.
Amb data juny de 2006, és la tercera companyia de telefonia mòbil a Espanya per nombre d'abonats amb 10,5 milions de línies actives, després de Movistar (Telefónica Móviles) i Vodafone Espanya, l'antiga Airtel.

#### Internet mòbil
Orange ofereix accés a Internet d'alta velocitat (HSDPA de fins a 7,2 Mbps) a través del telèfon mòbil, targeta PCMCIA o mòdem USB, encara que no posseeix tarifa plana per a navegació il·limitada (quota 2 €/día d'ús, amb un límit de navegació mensual d'1 Gb i tarifa després del límit de 0,5 €/Mb).

#### Atenció al client
1414 és el número de telèfon d'atenció al client, trucant a aquest número gratuït un client pot contractar serveis i gestionar alguns serveis ja contractats. Quan un usuari pretén fer consultes relacionades amb transferències de línies de Telefònica que no han estat concloses o altres incidències i avaries relacionades amb els seus serveis els operadors del 1414 "gratuït" remeten a l'usuari a nombres de telèfon de pagament 902, moment en el qual la companyia Orange rep beneficis pel simple fet d'"atendre" als seus clients. Aquesta pràctica de remetre els clients a telèfons de pagament té com a objectiu guanyar diners i dissuadir els usuaris insatisfets o amb problemes que no exerceixin el seu dret com a clients a emetre queixes, per exemple el departament de queixes i reclamacions de la companyia Orange a Espanya no disposa de números de telèfon, sol disposa d'un número de fax 902 i per poder sol·licitar aquest número de fax de pagament és necessari trucar prèviament a un número de telèfon de tarifació 902.

#### L'acord ambEuskaltelper a telefonia mòbil al País Basc
Des de 1998, Amena ha estat oferint el servei de telefonia mòbil a la comunitat autònoma del País Basc, a través d'Euskaltel. L'aliança Amena-Euskaltel havia aconseguit per a setembre de 2006, 450.000 contractes de telefonia mòbil (una quota de mercat del 45%).
A partir de 2007, Euskaltel |deixarà els seus serveis de telefonia mòbil de forma directa amb la seva pròpia xarxa al País Basc, en lloc de fer-ho sota la seva franquícia amb Orange. Després d'aquesta data, Euskaltel serà un operador mòbil virtual que funcionarà sota cobertura de Vodafone a la resta d'Espanya.
El desacord entre Euskaltel i Orange va portar al que alguns mitjans denominen una guerra, guerra telefònica o guerra taronja pels contractes de telefonia mòbil subscrits conjuntament per Euskaltel i Amena. L'empresa basca defensa que els consumidors que van contractar un servei de telefonia el van fer amb Euskaltel, companyia que té els contractes i les dades bancàries dels clients. Per això, pretén mantenir el control sobre aquests contractes i es nega a facilitar a Orange dades sobre els clients que compartien. En canvi, Orange considera que aquests clients van subscriure un contracte perquè Amena els prestés el servei, en el qual Euskaltel era merament el distribuïdor o agent comercial d'Amena. Per això, va enviar missatges als usuaris perquè acudissin al servei d'atenció al client d'Orange, i va llançar una forta campanya promocional. Actualment (l'octubre de 2006), els telèfons mòbils d'Euskaltel porten una targeta que només serveix per al servei a través d'Orange i només dona les dades de consum a aquesta companyia, per la qual cosa Euskaltel necessita aquesta per realitzar la facturació.